# Моисеев, Владислав Владимирович
Владислав Владимирович Моисеев (16 мая 1984, Ижевск) — российский биатлонист, призёр чемпионатов России по биатлону и летнему биатлону, чемпион и призёр чемпионата мира среди юниоров. Мастер спорта России (2002).

## Биография
Воспитанник ижевского биатлона, выступал за Удмуртию. В конце своей спортивной карьеры выступал за СШОР по зимним видам спорта г. Саранска (Мордовия), тренировался под руководством Ларисы Павловны Путятиной и Михаила Владимировича Ткаченко.

### Юниорская карьера
В категории «до 19 лет» принимал участие в юниорских чемпионатах мира в 2002 году в Валь-Риданна и в 2003 году в Косцелиско. В 2002 году стал серебряным призёром в эстафете в составе сборной России, а также занял четвёртое место в гонке преследования, 16-е — в спринте и 17-е — в индивидуальной гонке. В 2003 году стал чемпионом мира в эстафете вместе с Иваном Панченко и Андреем Дубасовым, в индивидуальной гонке занял девятое место, а в спринте был лишь 62-м.
В 2004 году выступал в категории «до 21 года». На чемпионате мира в От-Морьенне стал бронзовым призёром в эстафете и занял восьмое место в индивидуальной гонке. На юниорском чемпионате Европы в Минске стал четвёртым в эстафете и 20-м — в индивидуалке.
В сезоне 2003/04 принимал участие в гонках юниорского кубка IBU.

### Взрослая карьера
По взрослым выступал только на российских соревнованиях. В 2009 году стал серебряным призёром чемпионата России в эстафете в составе команды Мордовии. Летом 2009 года стал чемпионом России в суперспринте и серебряным призёром в эстафете по летнему биатлону. В декабре 2009 года стал победителем эстафеты на соревнованиях «Ижевская винтовка».
По окончании сезона 2009/10 завершил спортивную карьеру и перешёл на тренерскую работу. До 2014 года работал в Саранске, по состоянию на 2016 год работает тренером в ССШОР по биатлону г. Ижевска и возглавляет женскую сборную Удмуртии.
Окончил Удмуртский государственный университет, факультет физкультуры и спорта (2008).